# 1199
1199 (MCXCIX) a fost un an obișnuit al calendarului iulian.

## Evenimente
- 13 ianuarie: Întrevedere între regii Filip August al Franței și Richard Inimă de Leu al Angliei; se încheie un armistițiu pe 5 ani.
- 19 februarie: Papa Inocențiu al III-lea aprobă printr-o bulă Ordinul teutonic.
- 27 mai: După moartea regelui Richard Inimă de Leu ca urmare a unei răni provocate în timp ce asedia Châlus (în provincia Limousin), tronul Angliei este ocupat de fratele său, Ioan Fără de Țară, în pofida drepturilor nepotului său, Arthur I, ducele de Bretagne; în ciuda sprijinului din partea regelui Filip August al Franței, Arthur este făcut prizonier la Rouen.
- 1 iulie: Are loc căsătoria dintre contele Theobald al III-lea de Champagne și Blanca de Navarra, fiica regelui Sancho al VI-lea al Navarrei.
- 1 iulie: Eleanor de Aquitania acordă privilegii comercianților cu vin din Bordeaux.
- 5 octombrie: Papa Inocențiu al III-lea lansează un apel pentru o cruciadă împotriva triburilor păgâne ale livilor din zona Balticii, acordând aceleași privilegii și indulgențe ca pentru participarea la cruciada în Țara Sfântă; Albert de Buxhoevden devine episcop de Livonia.
- Cnezatele Volînia și Halici sunt reunite sub conducerea lui Roman Mstislavici.
- În cadrul luptelor dintre triburile mongole, Temugin (Genghis Han) sprijină un dușman al lui Toghril.
- Papa Inocențiu al III-lea impune mai multe taxe pentru finanțarea cruciadei; măsura întâmpină opoziția clerului.
- Prima mențiune documentară a provinciei Maramureș (la nord de Transilvania), ca loc al casei regale a Ungariei.

## Arte, științe, literatură și filozofie
- Începe construirea Qutb Minâr, primul minaret de pe teritoriul Indiei (la Delhi).

## Înscăunări
- 6 ianuarie: Leon al II-lea "Magnificul", rege al Armeniei (1199-1216).
- 22 ianuarie: Muhammad an-Nasir, calif almohad (1199-1212).
- 9 februarie: Minamoto no Yoriie, shogun al Japoniei.
- 27 mai: Ioan Fără de Țară, rege al Angliei (1199-1216)

## Nașteri
- Guttorm Sigurdsson, rege al Norvegiei (d. 1204)
- Jeanne, contesă de Flandra (d. 1244)
- Tommaso al II-lea, conte de Savoia (d. 1259)

## Decese
- 22 ianuarie: Yaqub al-Mansur, calif almohad (n. 1160)
- 9 februarie: Minamoto no Yoritomo, shogun japonez (n. 1147), într-un accident
- 13 februarie: Ștefan Nemanja, rege al Serbiei (n. 1117)
- 6 aprilie: Richard Inimă de Leu, rege al Angliei (n. 1157)
- Raymond al IV-lea, conte de Toulouse